# Night and Day (álbum)
Night and Day es quincuagésimo álbum de estudio del músico estadounidense Willie Nelson publicado por la compañía discográfica Free Falls Entertainment el 13 de julio de 1999. 

## Lista de canciones
1. "Vous et Moi" - 4:12
2. "Nuages" - 3:39
3. "Night and Day" - 4:32
4. "Over the Waves" - 4:03
5. "All the Things You Are" - 2:31
6. "Sweet Georgie Brown" - 3:39
7. "September in the Rain" - 3:20
8. "Gypsy" - 3:10
9. "Honeysuckle Rose" - 3:33
10. "Bandera" - 2:43

## Personal
- Willie Nelson - guitarra y voz
- Paul English - batería
- Johnny Gimble - violín, mandolina
- Jody Payne - guitarra acústica
- Mickey Raphael - armónica
- Bee Spears - bajo
- Bobbie Nelson - piano